# Siren (singel Asian Kung-Fu Generation)
"Siren" (jap. サイレン Sairen) − trzeci singel japońskiej grupy muzycznej Asian Kung-Fu Generation, wydany 14 kwietnia 2004. Pochodzi z albumu Sol-fa.

## Lista utworów
1. "Siren" (jap. サイレン Sairen)
2. "Siren#" (jap. サイレン# Sairen#)

## Twórcy
- Masafumi Gotō – śpiew, gitara
- Kensuke Kita – gitara, śpiew
- Takahiro Yamada – gitara basowa, śpiew
- Kiyoshi Ijichi – perkusja
- Asian Kung-Fu Generation – producent
- Tōru Takayama – miks
- Mitsuharu Harada – mastering
- Kenichi Nakamura – realizacja
- Yūsuke Nakamura – projekt okładki